# Llavorsí
Llavorsí – gmina w Hiszpanii, w prowincji Lleida, w Katalonii, o powierzchni 69,03 km². W 2011 roku gmina liczyła 366 mieszkańców.